# Treno KTX-I
Il KTX-I è un treno a trazione elettrica, a composizione bloccata, ad alta velocità delle ferrovie della Corea per il servizio sulle linee veloci della rete (KTX), prodotto fra il 1997 e il 2003, ed entrato in servizio nel 2004.
Il treno ricalca lo schema costruttivo del TGV Réseau con alcuni adattamenti ed evoluzioni. È un treno di tipo articolato in quanto costituito da elementi poggianti su un carrello comune a due sezioni. La soluzione garantisce una migliore qualità di marcia e riduce la massa complessiva del convoglio rispetto alla soluzione classica. È costituito da 20 elementi: 2 motrici, 2 carrozze con i carrelli motorizzati che concorrono quindi alla trazione del convoglio e 16 carrozze rimorchiate. Il tutto è assemblato in maniera inscindibile; nessun elemento può funzionare da solo. La lunghezza complessiva del convoglio è di 388 m; la potenza complessiva è di 13 560 kW.

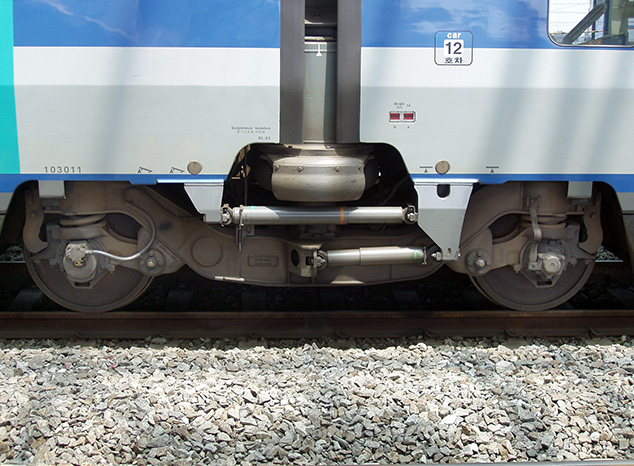
Particolare di un carrello Jacobs tra due carrozze di un KTX-I